# اللص المحترم (فلم)
اللص المحترم فيلم دراما مصري للمخرج عاطف صبري عام 1997، قصة وسيناريو وحوار محمد الحموي. الفيلم من بطولة محمود الجندي وولاء فريد وحنان شوقي، ويتناول الفيلم قصة طارق الذي يقوم بتأليف قصة بوليسية، ويقوم بتمثيل القصة قبل كتابتها، تتصاعد الأحداث وتكتشف زوجته الحقيقة ويقوم طارق بعرض نفسه على طبيب نفسي، في الوقت الذي تحاول فيه صديقته سلوى استغلال الموقف، وتوريط طارق في جريمة حقيقية.
صدر الفيلم إلى دور العرض المصرية في أول يناير 1997.
منح موقع قاعدة بيانات الأفلام العربية «السينما.كوم» الفيلم درجة 4.1/ 10.

## طاقم التمثيل
محمود الجندي: في دور شريف (مساعد المخرج وصديق طارق)
توفيق توفيق: في دور طارق فريد (مؤلف القصص البوليسية)
ولاء فريد: في دور سلوى (طبيبة الأسنان، أخت شريف وزوجة عاصم)
أحمد سلامة: في دور عاصم (تاجر العاديات وزوج سلوى)
حنان شوقي: في دور سوسن (المهندسة وزوجة طارق)
رحاب الجمل: في دور منى (المهندسة زميلة سوسن)
مصطفى الشامي: في دور العميد أنور زهدي
محمد شرف: في دور أدهم
محمد عوض: في دور حواش
محمد أبو حشيش: في دور عثمان (الحارس الليلي للشركة)
بالاشتراك مع: خالد حمزة – أسامة نعيم – نعمات عبد الناصر – صلاح عزام – حمادة مرسي – عصام بديع.

## أحداث الفيلم
يعيش طارق فريد (توفيق توفيق)، مؤلف القصص البوليسية، حياة سعيدة وقد ورث ثروة كبيرة عن أبويه، وتمتع بطفولة سعيدة، ولكنه عاش حياة مملة، دون أية إثارة، لذلك أصيب بداء السرقة، ولكثرة قراءاته في القصص البوليسية، اختزن بعقله الباطن، كل الخطط الاجرامية المختلفة، وكان يطبقها بالفعل، قبل كتابتها في رواياته البوليسية، ولأنه غير محتاج لما يسرقه، فقد كان يدل الشرطة عن مكان المسروقات، حتى وصفه عميد الشرطة أنور زهدي (مصطفى الشامي) باللص المحترم.
تزوج طارق من المهندسة سوسن (حنان شوقي) بعد قصة حب، ولكن زميلتها بالعمل المهندسة منى (رحاب الجمل) حذرتها من خيانة الازواج، وتشعر سوسن بالغيرة على زوجها. كان مساعد المخرج شريف (محمود الجندى)، وصديق وزميل طارق في العمل، يحقد عليه، وكان لشريف أخت غير شقيقة، هي طبيبة الأسنان سلوى (ولاء فريد) ومتزوجة من تاجر العاديات عاصم (أحمد سلامة)، والذي كان يعاملها بقسوة، وينوي الزواج بأخرى، وبعد أن جردها من أموالها هجرها ثم طلقها.
إكتشفت سوسن ان زوجها طارق يخرج ليلاً ويستقل دراجة نارية، ويعود دون أن يخبرها بما فعل، وكانت الخادمة (نعمات عبد الناصر) على علم بداء السرقة، ولكنها لم تخبر سوسن، التي ظنت أن في حياته امرأة أخرى. نصحه صديقه شريف بزيارة طبيب نفسى، وفعلاً قام بزيارة الدكتور صفوت غالى، وشرح له حالته، وانه يصاب بندم شديد بعد كل عملية سرقة. بدأ طارق في الشفاء، وأقلع عن داء السرقة، ولأن الدكتورة سلوى تعرف حالة طارق وهوايته في السرقات، وبراعته فيها، فقد عرضت عليه مشكلتها مع عاصم، وحاجتها لمجوهرات المرحومة أمها التي استولى عليها، وطلبت منه مساعدتها في استعادتها من عاصم. تمكن طارق من العثور على المجوهرات ولكن شخص فاجأه من الخلف وضربه على رأسه واستولى على المجوهرات، ولمح طارق «وحمة» كبيرة على يد السارق قبل إغماءه، وعندما أفاق وجد عاصم بالصالة مقتولاً، بينما اكتشفت سوسن هروب السارق مسرعاً، وتسلق السور ليهرب، فخافت وأسرعت بالابتعاد، لتصطدم بالحارس الملقى على الأرض، مضرجا في دمائه، والذى حاول الإمساك بقدم سوسن. أنكرت سوسن اتفاقها مع طارق، وتمكن الأخير من الهروب من الشرطة، ونجح في استعادة المجوهرات. ينتهي الفيلم بكشف الحقائق ويودع طارق أحد المصحات للعلاج من داء السرقة، حيث انه مريض وغير مسئول عن أفعاله.

## وصلات خارجية
- مقالات تستعمل روابط فنية بلا صلة مع ويكي بيانات